# Kàmenskoie
Kàmenskoie (en rus: Каменское) és un poble del krai de Kamtxatka, a Rússia, que el 2021 tenia 630 habitants. És la seu administrativa del districte homònim.